# CJYC-FM
BigJohn.FM (CJYC-FM) ist ein Rock-Radiosender aus Saint John, New Brunswick, Kanada. Der Sender wird von Maritime Broadcasting Systems betrieben. Weitere Schwestersender sind CFBC, ein Oldiessender, und CIOK-FM (K100 – Today’s best music), die sich auch in Saint John befinden.

## Geschichte
Der Sender begann mit der Ausstrahlung als CFBC-FM im Jahr 1965 als erster Sender in New Brunswick. Die Senderstudios befanden sich auf der Carleton Street in der Innenstadt von Saint John. Mitte der 1990er-Jahre zogen die Studios auf den Chesley Drive. 1997 erfolgte ein erneuter Umzug auf das Gelände und in die Gebäude von Maritime Broadcasting Systems auf der Union Street.